# Mirko Dymitr Petrović-Niegosz
Mirko Dymitr Petrović-Niegosz (ur. 17 kwietnia 1879 w Cetyni, zm. 2 marca 1918 w Wiedniu) – książę czarnogórski, członek rodu Petrović-Njegoš, drugi syn pierwszego króla Czarnogóry Mikołaja I Petrowića-Niegosza.

## Życiorys

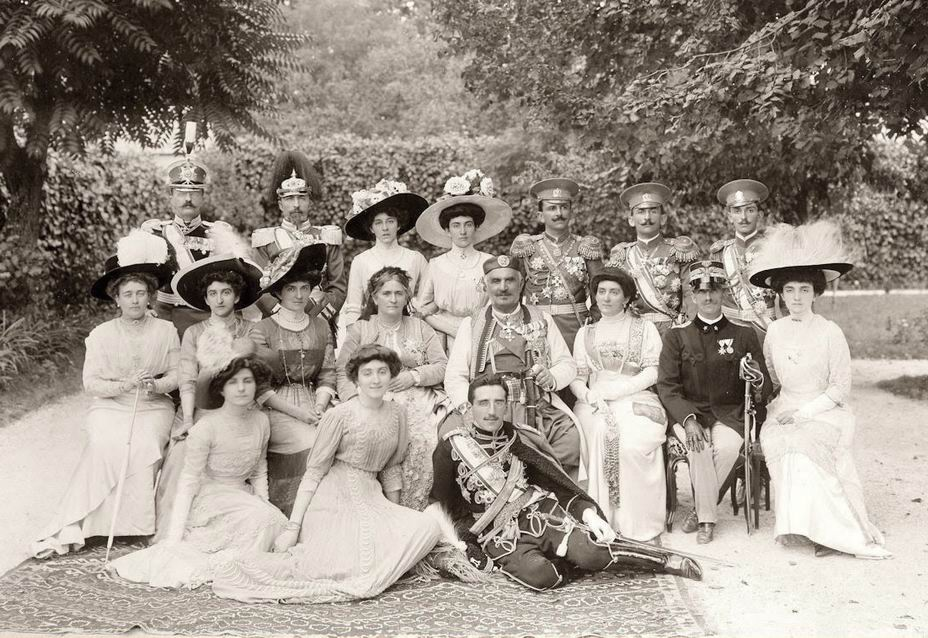
Mirko z rodziną Petrović-Niegosz

Mirko Dymitr Petrović-Niegosz urodził się 17 kwietnia 1879 r. w Cetyni. Był synem króla Mikołaja I Petrowića-Niegosza (1841–1921) i jego żona Mileny Vukotić (1847–1923). Miał dziewięć sióstr i dwóch braci. Najstarsza siostra Zorka wyszła za mąż za Piotra I – króla Serbii i Jugosławii, a dwie inne – Anastazja i Milica zostały wielkimi księżnymi Rosji. Dzięki korzystnym małżeństwom dzieci jego ojciec zyskał przydomek „teść Europy”. 
Mirko był uzdolniony muzycznie i pozostawił po sobie liczne kompozycje. W młodości dużo podróżował i wiódł hulaszcze życie. W Nicei poznał Natalię Konstantinović, przedstawicielkę  serbskiej rodziny spokrewnionej z królem Serbii Aleksandrem I Obrenowićem. Ślub odbył się 25 lipca 1902 r. W niedługim czasie Mirko powrócił do dawnego trybu życia, kochanek i przyjęć a stosunki między małżonkami stawały się coraz chłodniejsze. Sytuacja pogorszyła się, gdy w 1908 r. podczas trzeciej ciąży Natalii, na skutek epidemii zmarło dwóch starszych synów, Stefan i Stanisław. W 1912 r. Natalia wróciła do rodziców. W 1918 r. ciężko chory na gruźlicę książę Mirko zmarł w Wiedniu. Dwa lata później Natalia ponownie wyszła za mąż.
Potomstwo:
- książę Stefan (27 sierpnia 1903 – 15 marca 1908)
- książę Stanisław (30 stycznia 1905 – 4 stycznia 1908)
- książę Michał (14 września 1908 – 24 marca 1986)
- książę Paweł (16 maja 1910 – czerwiec 1933)
- książę Emmanuel (10 czerwca 1912 – 26 marca 1928)

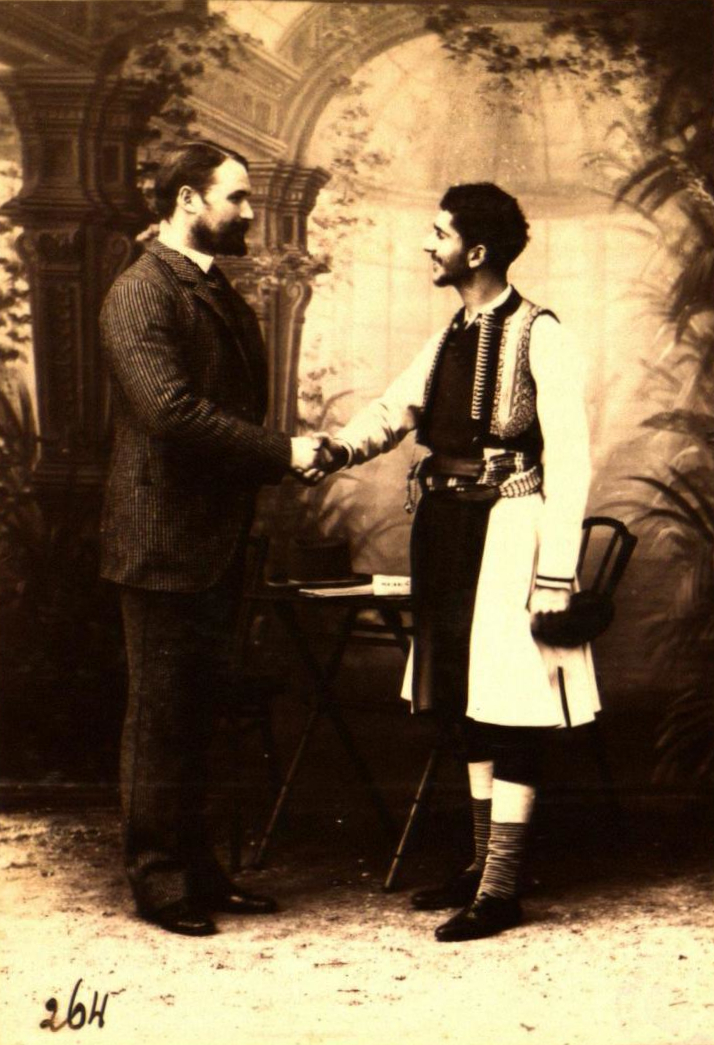
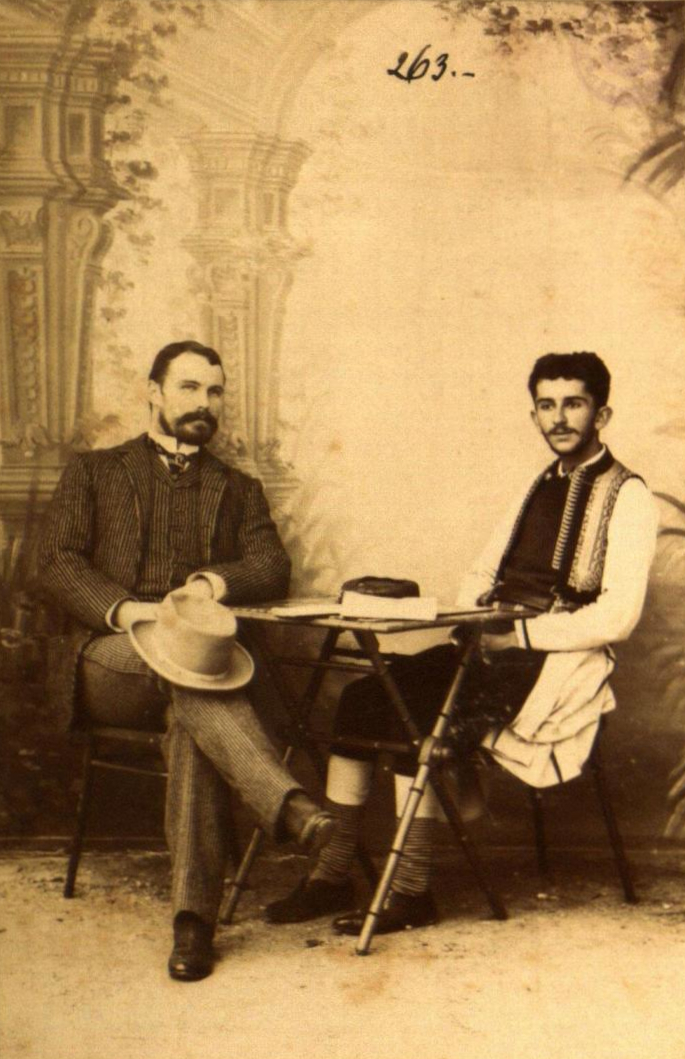
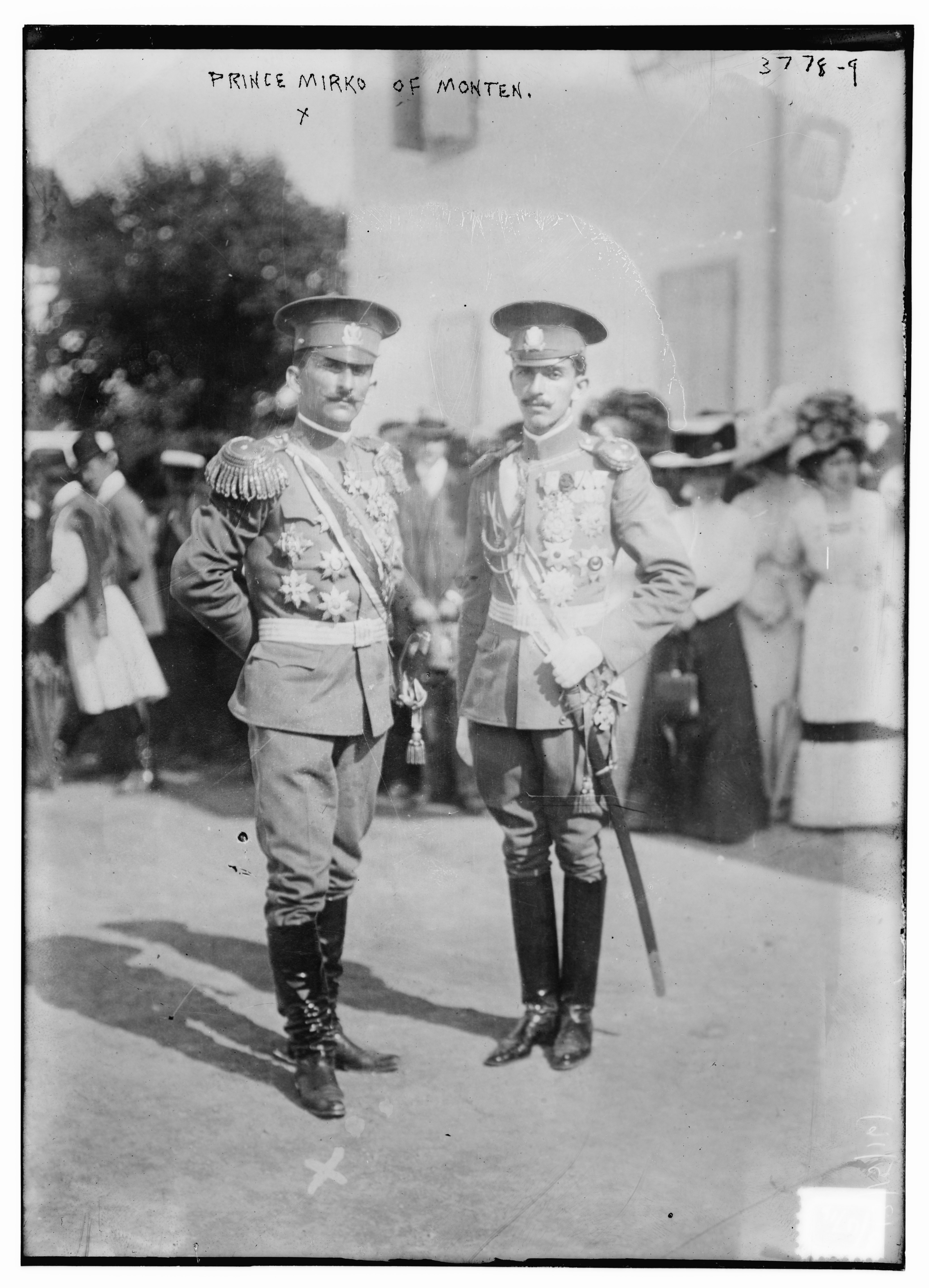
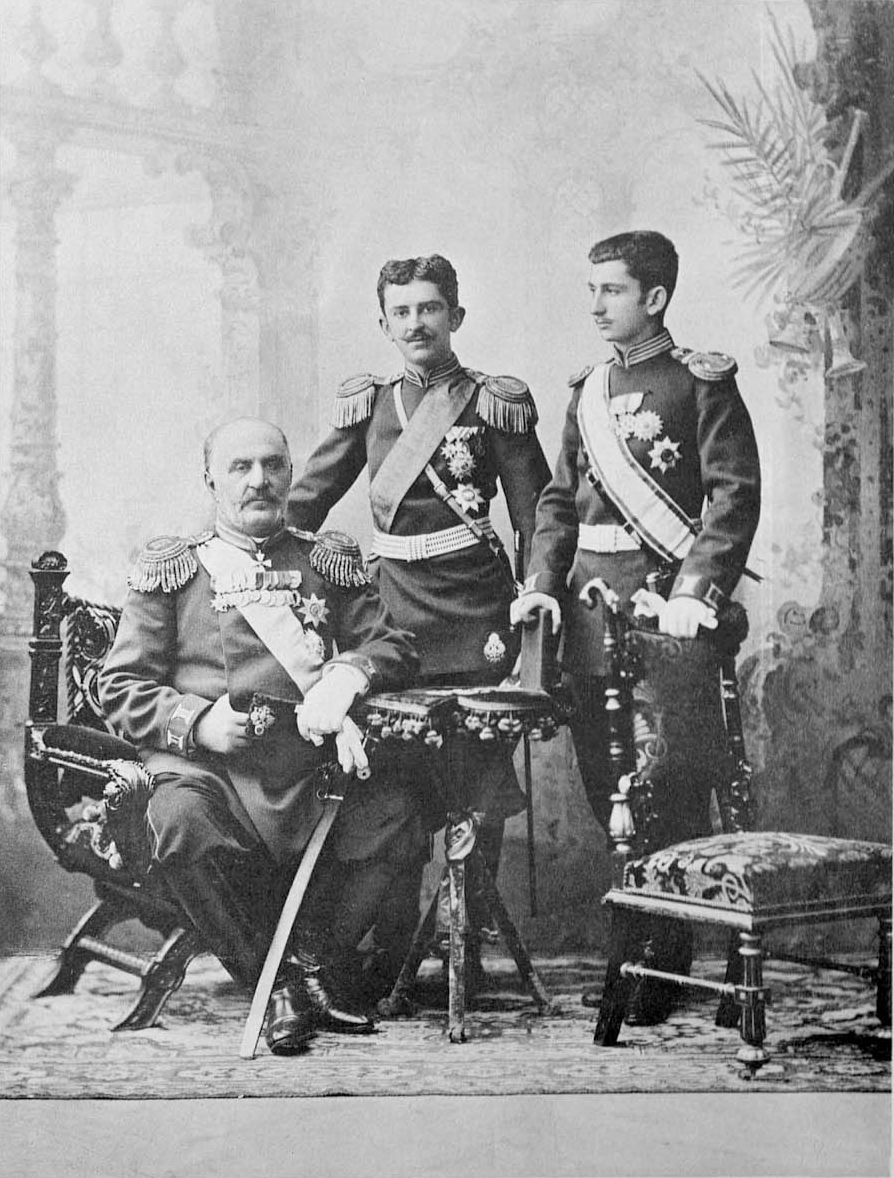
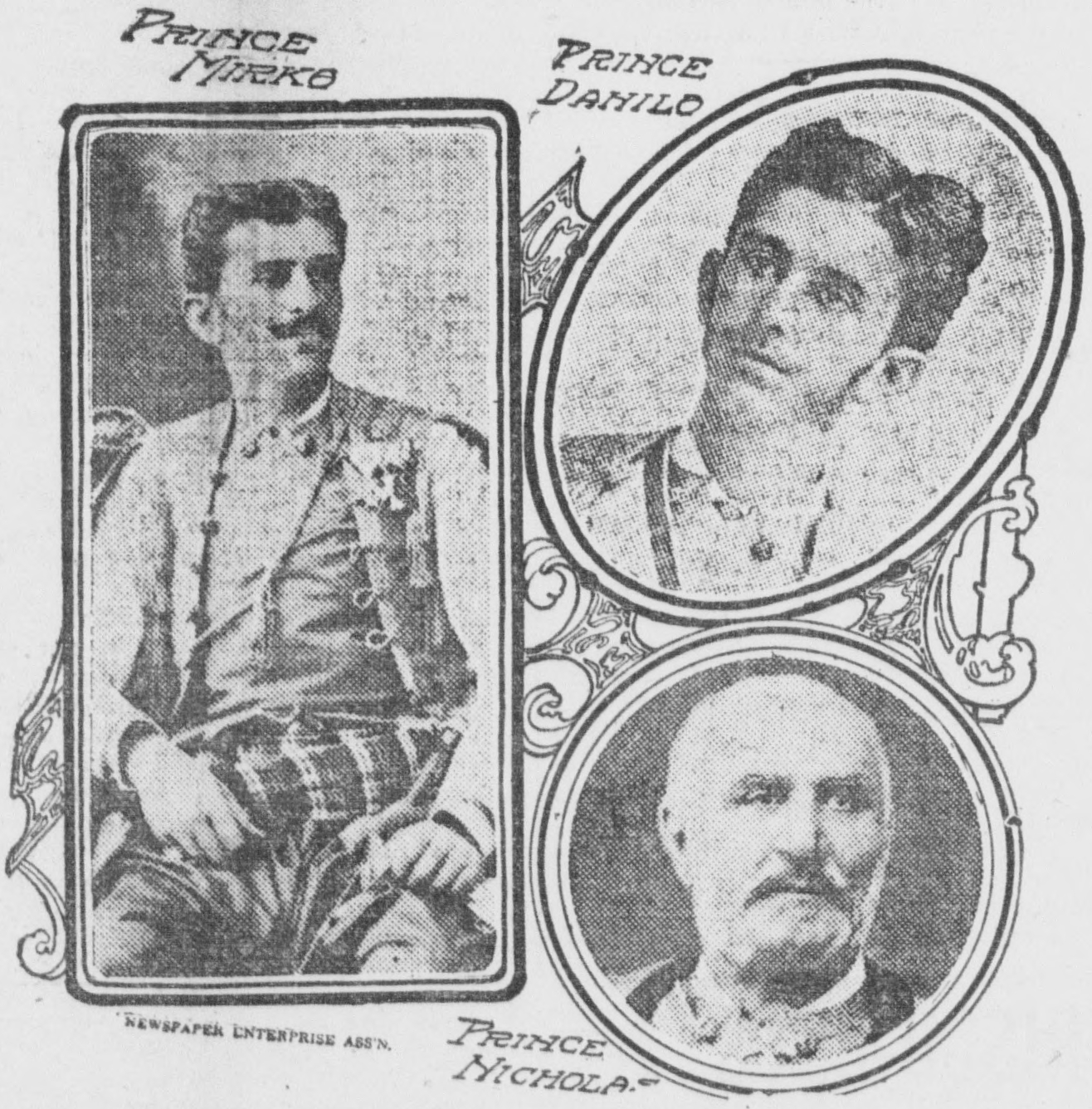
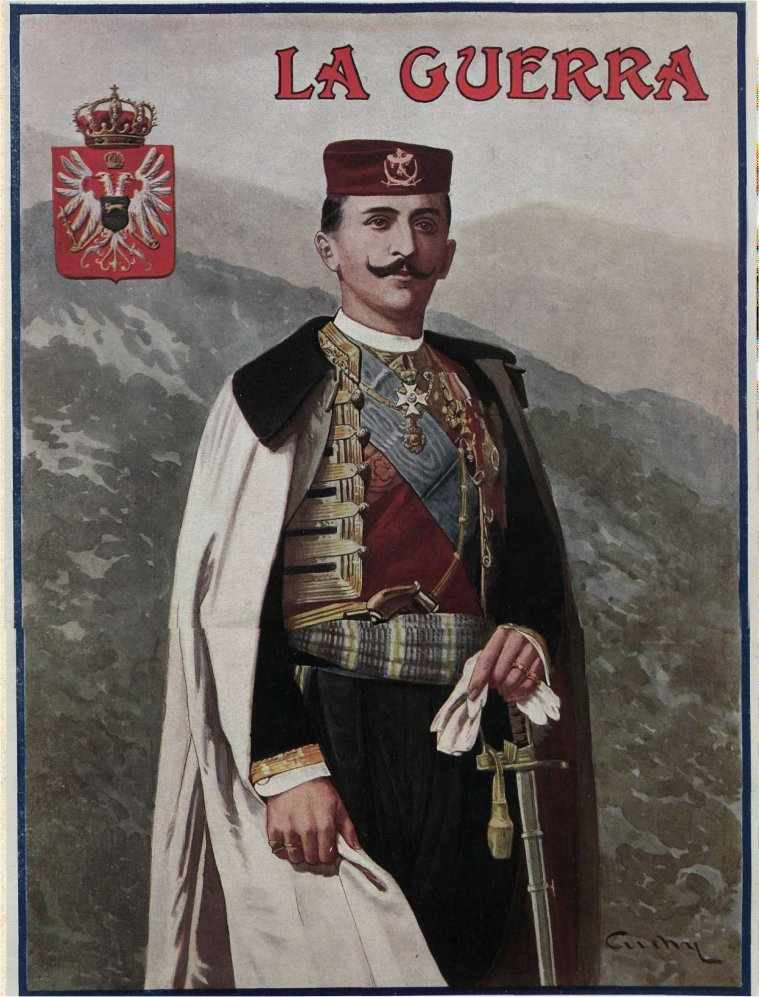